# Línea 276 (Suburbanos Montevideo)
La línea 276 de la red de transporte suburbano de Montevideo une parte del Montevideo Rural con el pueblo Abayubá y la ciudad de La Paz.

## Recorridos
| Ida - Camino Mendoza y Camino Uruguay - Camino Uruguay - Camino Tomás Berreta - Avenida José Batlle y Ordóñez - Avenida José Gervasio Artigas - Javier de Viana - Manuel Tiscornia - Camino Aldabalde (Cno.Santos Lugares) - Cantera Bonilla | Vuelta - Cantera Bonilla - Camino Santos Lugares - Doctor Manuel Tiscornia - Javier de Viana - Avenida José Gervasio Artigas - Avenida José Batlle y Ordóñez - Camino Tomás Berreta - Camino Urguuay - Camino Mendoza - Camino Uruguay y Camino Mendoza |

## Paradas
Ida
| - 7573 Camino Uruguay - 6677 Camino Moreira - 6673 Camino Mancebo - 6669 Camino De Los Blandengues - 6662 Camino Al Obelisco - 6665 Camino América - 6667 Camino Burmester - 6691 Frente número 5531 - 6675 Camino Monte Sosa - 6688 Frente número 5223 - 6686 Frente número 4995 - 6671 Camino De Los Molinos - 6692 Gregorio Rodríguez - 6690 Frente número 4319 - 6681 Camino Russi - 6685 Frente número 3479 - 6683 Camino Vecinal Franco - 6679 Camino Rigel - 6660 Camino De La Paz A Mendoza - 7191 Júpiter - 7193 Neptuno - 7195 Venus - 6948 General Artigas - 6932 Frente número 164 - 6936 Ruta César Mayo Gutiérrez - 6938 Ortíz - 6934 Italia - 7189 Manuel Tiscornia - 7185 Florencio Sánchez - 7187 Joaquín Suárez - 7184 Camino Aldabalde - 6641 17 Metros 1 - 6643 17 Metros 2 - 7586 Obdulio J Varela - 7587 Santos Lugares - 6651 Armando Lena - 6647 Entrada a Frigorífico1 - 6649 Entrada a Frigorífico2 - 6653 Ruta 5 - 6658 Frente a Escuela Pública - 7588 Frente número 4778 - 6656 Camino Tarariras | Vuelta - 6657 Camino Tarariras - 7589 Frente número 4778 - 6659 Escuela Pública - 6654 Ruta 5 - 6650 Entrada Frigorífico1 - 6648 Entrada Frigorífico2 - 6652 Armando Lena - 7590 Santos Lugares - 7591 Obdulio J Varela - 6642 17 Metros 1ª - 6655 Manuel Tiscornia - 7188 Joaquín Suárez - 7186 Florencio Sánchez - 7190 Javier De Viana - 6935 Italia - 6939 Ortíz - 6937 Ruta Cesár Mayo Gutiérrez - 6933 General Artigas - 7592 José Batlle Y Ordóñez - 7196 Venus - 7194 Neptuno - 7192 Júpiter - 6661 Camino De La Paz A Mendoza - 6680 Camino Rigel - 6684 Camino Vecinal Franco - 6664 Camino Altair - 6682 Camino Russi - 6693 Gregorio Rodríguez - 6672 Camino De Los Molinos - 6687 Frente número 4995 - 6689 Frente número 5223 - 6676 Camino Monte Sosa - 6691 Frente número 5531 - 6668 Camino Burmester - 6666 Camino América - 6663 Camino Al Obelisco - 6670 Camino De Los Blandengues - 6674 Mancebo - 6678 Camino Moreira - 6694 Camino Mendoza |

## Horarios
| Línea 276                                  | Días hábiles |
| ------------------------------------------ | ------------ |
| Primera/última salida desde Santos Lugares | 08:00 18:40  |
| Primera/última salida desde Bar Siri       | 07:30 19:15  |

Actualizado a los horarios Invierno 2021

## Localidades
La línea 276 circula por parte del barrio Toledo Chico de Montevideo, las localidades Abayubá y la zona comprendida como Montevideo rural, así como los barrios Santos Lugares y Cantera Bonilla de la ciudad de La Paz.